# Прищепа, Степан Адамович
Степан Адамович Прищепа (26 апреля 1915 — 28 апреля 1988) — советский деятель госбезопасности, военный педагог, полковник КГБ СССР, участник Советско-финской и Великой Отечественной войн.
С 1954 — 1960 годы начальник Томского управления КГБ при Совете Министров СССР, член Бюро Томского обкома КПСС.
С 1971 года один из организаторов и первый руководитель Специальной кафедры ЦИПК МСМ СССР. Лауреат Премии Совета Министров СССР (1977).

## Биография
Родился 26 апреля 1915 года в семье белорусского крестьянина. В 1933 году после окончания средней школы учился в Московском техникуме холодной обработки металлов. В 1937 году по комсомольской путёвке направлен на обучение в ЦШ ГУГБ НКВД СССР, после окончания которой был назначен  оперуполномоченным Особого отдела Управления НКВД по Московской области. В 1939 году участвовал в Советско-финской войне.
С 1941 года участник Великой Отечественной войны, служил оперативным сотрудником в ГУКР «Смерш». Прошёл путь от оперативника до заместителя начальника Отдела контрразведки «Смерш» Белорусского фронта.:4. В 1945 году начальник отделения 5-го отдела ГУКР «Смерш»:284.
После войны на руководящей работе в органах госбезопасности: начальник канцелярии МГБ СССР:4. С 1947 года заместитель начальника Инспекции МГБ СССР:284. С 1949 года был заместителем а с 1954 года назначен начальником Томского управления КГБ при СМ СССР. В 1953 году заочно окончил Томский государственный университет и в 1958 году ВПШ при ЦК КПСС.
С 1960 года состоял в действующем резерве КГБ СССР с прикомандированием к министерству среднего машиностроения СССР. С 1960 года руководитель режима и охраны ряда предприятий МСМ СССР — заместитель директора Управления строительства «Сибхимстрой» ГХК по режиму и охране в городе Красноярск-26, с 1963 года заместитель директора ВНИИТФ по режиму в городе Челябинск-50:284, с 1970 года заместитель директора Обнинского Управления строительства МСМ СССР по режиму:4.
В 1971 году направлен в Центральный институт повышения квалификации МСМ СССР — для организации процесса обучения по вопросам  государственной безопасности руководителей и специалистов закрытых государственных объектов атомной и оборонной промышленности МСМ СССР. В 1972 году возглавил Специальную кафедру ЦИПК МСМ СССР и руководил ею до самой своей смерти.
Умер на рабочем месте 28 апреля 1988 года. Похоронен на  Кончаловском кладбище в городе Обнинске.

## Награды
- Лауреат  Премии Совета Министров СССР (1977 год) ;
- Орден Знак Почета (1971 г.);
- Два ордена Красной Звезды (1942 г.);
- Два ордена Трудового Красного Знамени (1966 и 1985 гг.);
- Два ордена Отечественной войны 1-й и 2-й степени (1944 и 1945 гг.);
- Медаль «За победу над Германией в Великой Отечественной войне 1941—1945 гг.»;
- Медаль «За победу над Японией»;
- Медаль «За взятие Берлина»;
- Медаль «За оборону Москвы»;
- Медаль «За освобождение Варшавы»;
- Медаль «За отличие в охране государственной границы СССР»;
- Юбилейные медали[2]:284

Ведомственные знаки отличия:
- Почётный сотрудник госбезопасности;
- Благодарственная грамота министра среднего машиностроения Е. П. Славского (1978 год)[1]:4